# لبلاب السياجات
لَبْلاَب السِيَاجَات  أو فِنْجَان القَاضِي أو الشَّاب الظَّرِيف، اسمه العلمي .Convolvulus sepium L أو .Calystegia sepium (L.) R. Br، وهو نوع من اللَبْلاَب.
تعتبر هذه النبتة من الأعشاب المؤذية، وهي نبتة متسلقة تدوم أكثر من سنتين. جذورها أكبر من النخيل، وتمتد تحت الأرض إلى مسافة كبيرة. أزهارها بيضاء كالثلج، وبعضها ممشح باللون الأرجواني أو الوردي.

## مكان التزهير
في صفوف السياج، وعلى الضفاف.

## وقت نموها
بداية الصيف إلى بداية الخريف.

## فوائد النبتة
هذه النبتة التي تنتج السقمونيا، الراتنج الصيفي المستعمل مسهلاً. لا تنمو في إنكلترا بذات الحجم الذي تصل إليه خارج إنكلترا. يركز عصير الجذر ويباع في المخازن. أجود أنواع السقمونيا هو الأسود، راتنجي ولماع متكتلاً ولكنه يصير لونه بين الأبيض إلى الرمادي عندما يُسحق. له رائحة قوية، ولكن ليس له طعم لاذع كثيراً، ويتحول إلى حليب عند مسه باللسان.
يصعّب صغر حجم الجذر الإنكليزي قطفه بسهولة على عكس النوع الأوروبي، إلا أن المستخلص من عصير الجذور له نفس الصفة المسهّلة، ولكن بدرجة أقل.

## الاستعمالات الحديثة
هناك عدة أنواع من السقمونيا، كلها لها صفات المسهّل. سقمونيا الحقول (Convolvulus arvenis) ليست فعالة مثل (Claystegia Speium). ولا يعتمد بشكل كلي كدواء منزلي لأنه يصعب تقدير الجرعة بدقة وقد تكون نتيجة الإسهال خطرة جدًّا. السقمونيا هي اللبلاب السوري (Convolvulus Scammonia). تحضّر أنواع المسهّل الرسمية من هذه العشبة ومن لبلاب الجلبة. لا يستعمل العشابون الطبيون المطهرات المسهلة. الجرعة من جذر الجلبة المسحوق، ومن الجذور السوري، إلا أن هذه نادرة الاستعمال.

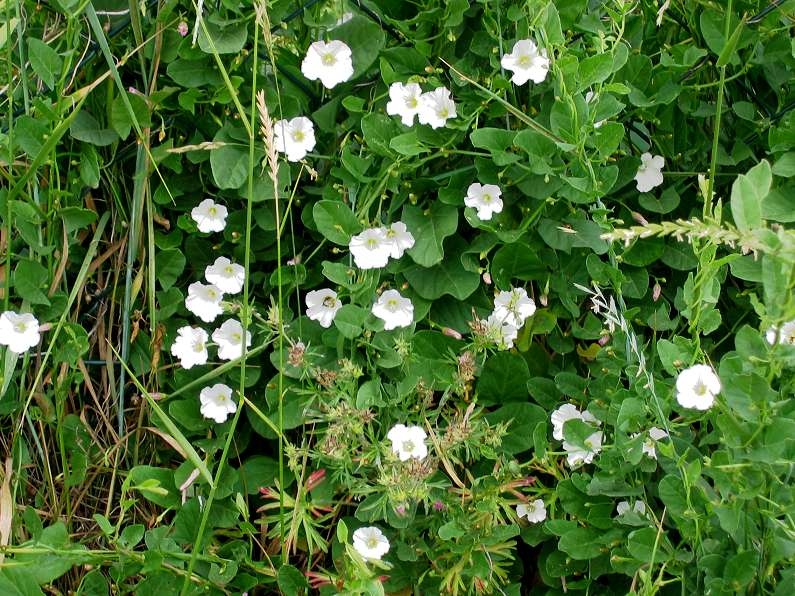
لبلاب السياجات
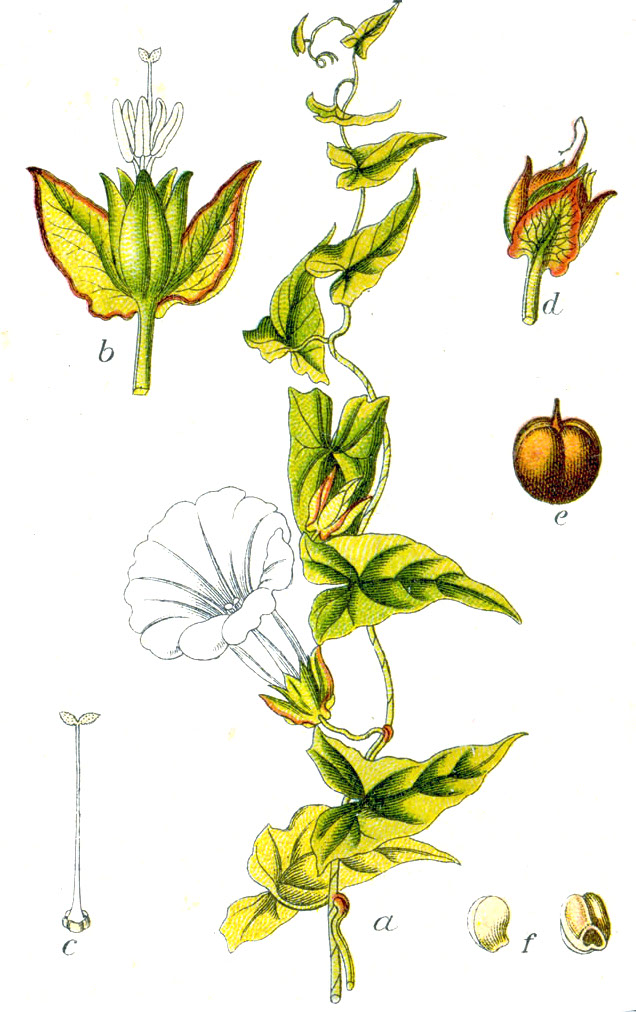
لبلاب السياجات
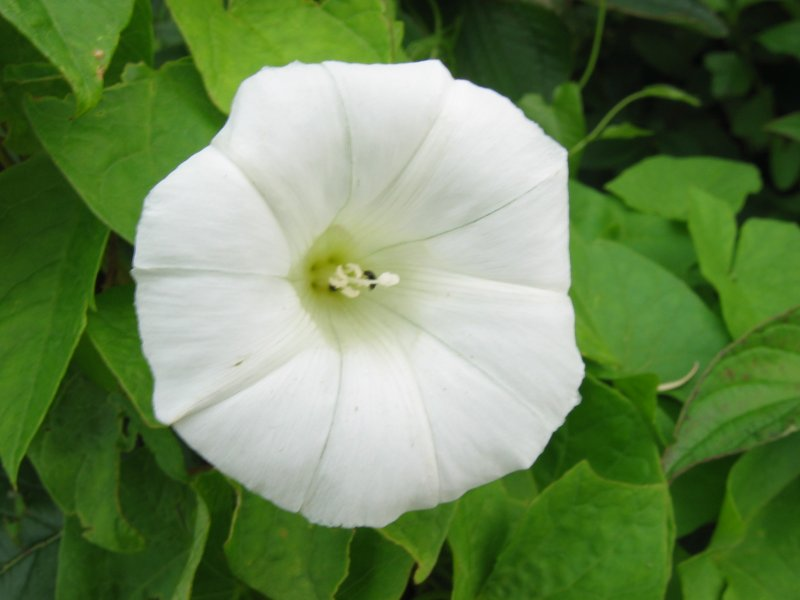
زهرة لبلاب السياجات
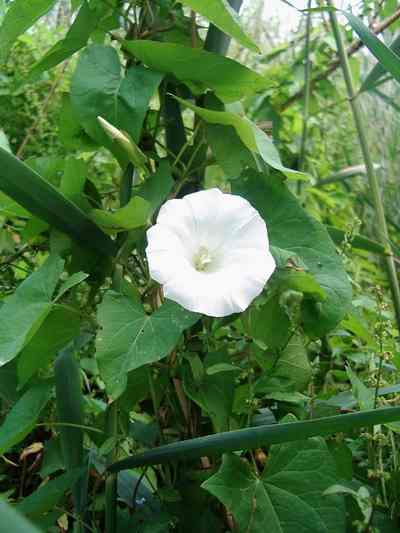
لبلاب السياجات